# John Kelso Ormond
John Kelso Ormond (Armstrong County, 1886 - Ann Arbor, 25 de fevereiro de 1978) foi um urologista estadunidense que descreveu a fibrose retroperitoneal (também conhecida como Doença de Ormond) em 1948.